# Max Ainmiller

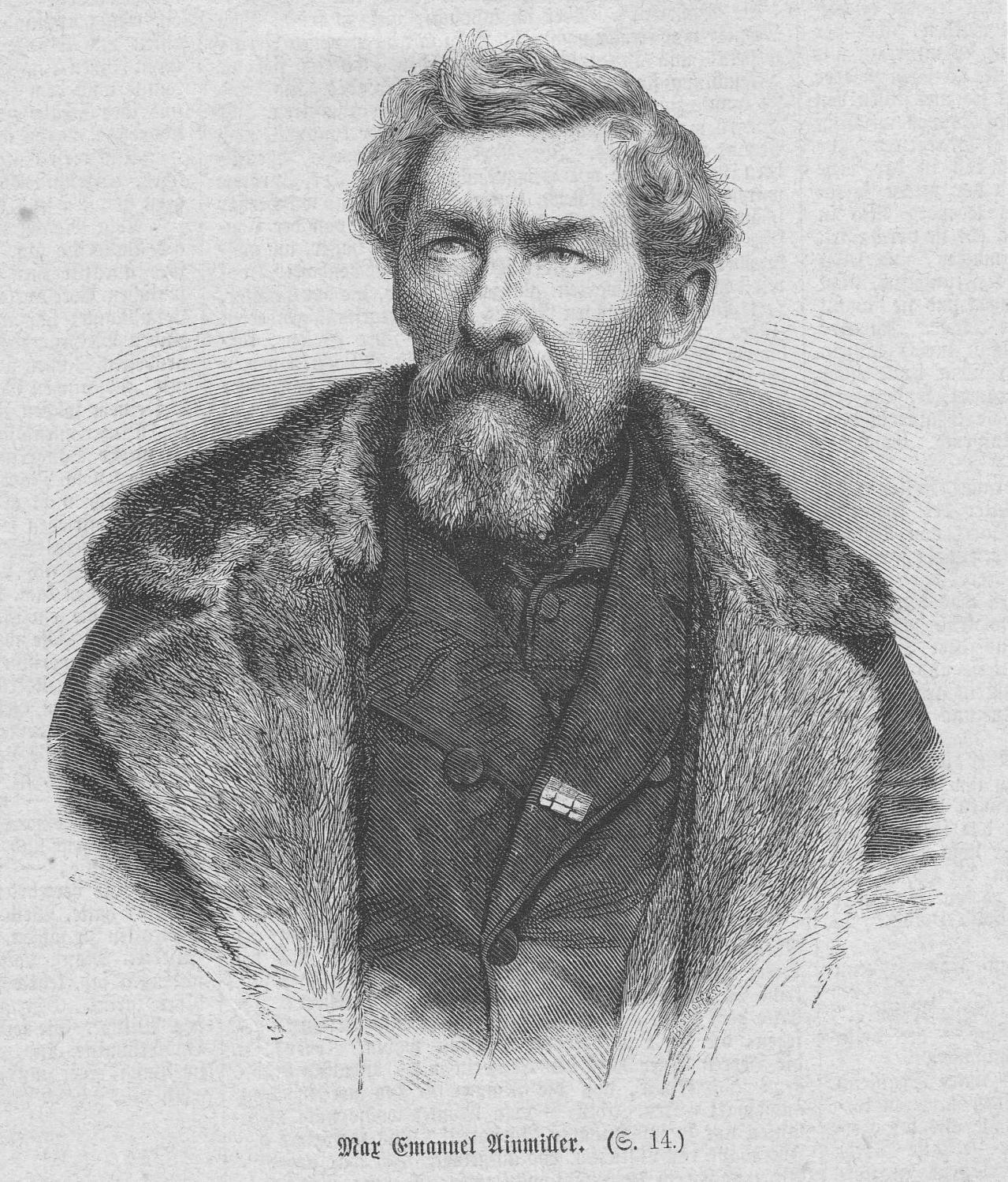
Max Ainmiller

Maximilian Emanuel Ainmiller (* 14. Februar 1807 in München; † 8. Dezember 1870 ebenda) war ein deutscher Maler. Besondere Anerkennung hat er sich international als Glasmaler erworben.

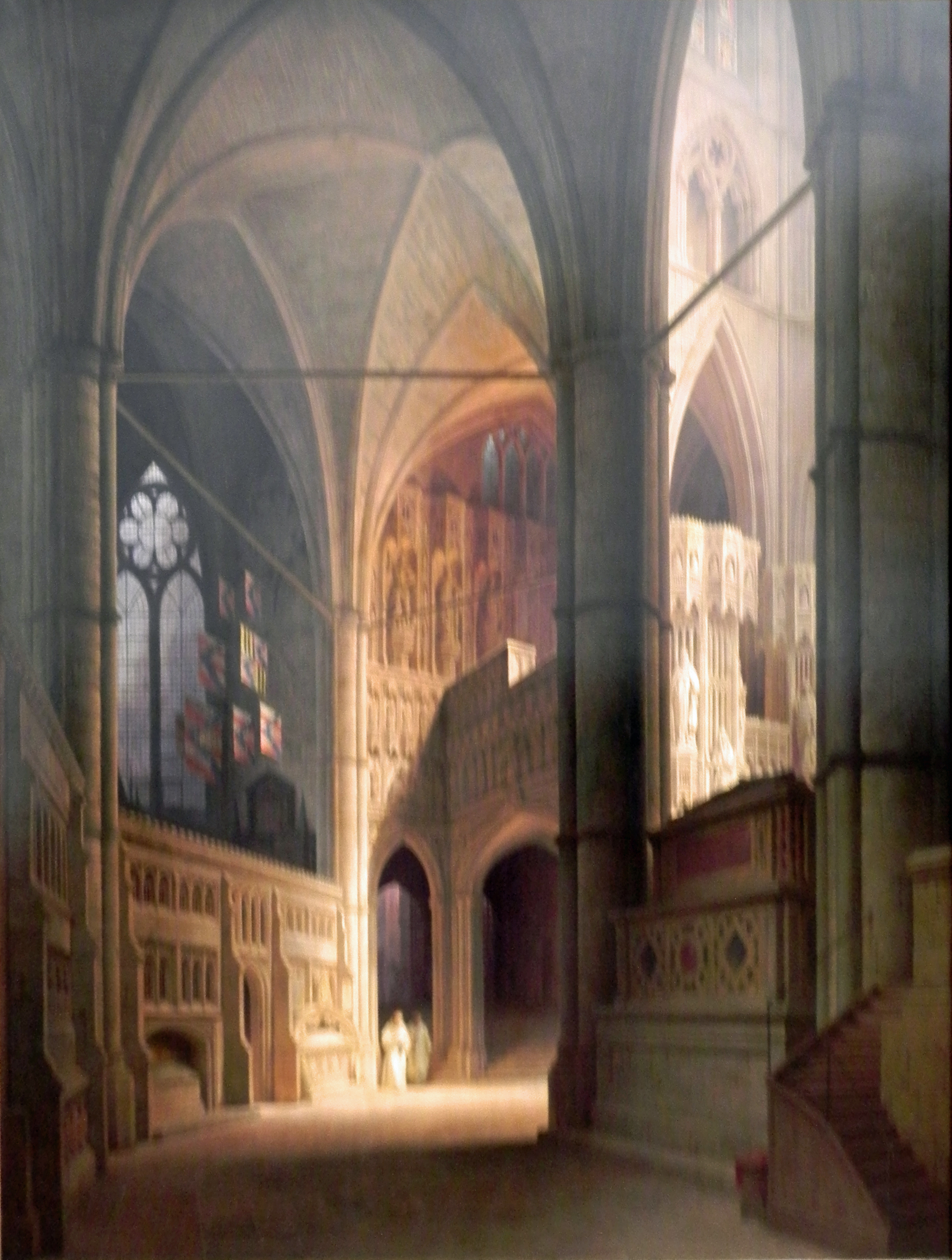
Inneres der Westminster Abbey (1858) Alte Nationalgalerie Berlin

## Genealogie
Max Ainmillers Vater war Lorenz Josef Ainmiller seine Mutter Katharina Humel. Ainmiller heiratete 1832 Antonie Weishaupt (Tochter des Goldschmieds F. A. Weishaupt in München). Sein Sohn war Heinrich Ainmiller (1837–1892), der auch als Glasmaler und Kartonzeichner tätig war.

## Leben
Unter der Leitung Friedrich von Gärtners widmete Ainmiller sich dem Studium der Architektur und Ornamentik an der Münchner Akademie, deren Ehrenmitglied und Leiter er später wurde, bevor er auf dessen Empfehlung eine Stelle bei der Porzellanmanufaktur Nymphenburg als Dekorateur annahm. In dieser Zeit beschäftigte er sich zunehmend mit der gerade wiederentdeckten Glasmalerei und schaffte es, alle Mängel und Hindernisse bei ihrer Herstellung zu beseitigen und sie damit zu einer neuen Perfektion zu führen. In einem eigens für die Glasmalerei errichtetem Institut übernahm Ainmiller den Posten eines Inspektors und entwickelte dort weitere Techniken, die die Qualität und Vielfalt dieser Kunst weiter steigerten.

## Werk
Ainmiller gilt ebenfalls als Wiederentdecker der Kabinettglasmalerei. Zu seinen Werken zählen die Fenster des Regensburger Domes, der Mariahilfkirche in München, des Speyerer Domes und die Bayernfenster im Kölner Dom. Aufgrund seiner Virtuosität war Ainmiller auch im Ausland sehr gefragt als Glasmaler; so hat er fast alle Fenster der St Mary’s Episcopal Cathedral in Glasgow geschaffen, außerdem einzelne Exemplare in der St Paul’s Cathedral und dem Peterhouse in Cambridge. Weitere Werke entstanden für Kirchen in Madrid, Boston, Rom und St. Petersburg. Als Ölmaler war er vor allem auf dem Gebiet der Architekturmalerei tätig. Bekannt sind seine Ansichten der Chapel Royal in Windsor Castle und der Westminster Abbey. Neben der Malerei widmete Ainmiller sich der Bildhauerei, der Kunstschneiderei und der Uhrmacherkunst.

## Grabstätte

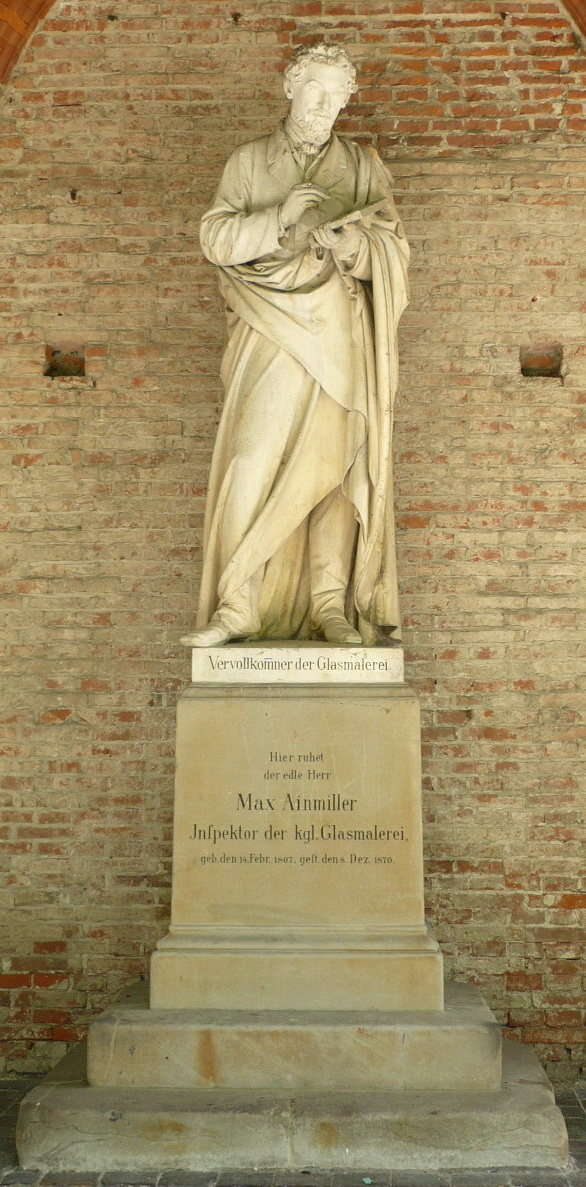
Grabstätte Ainmillers auf dem Alten Südlichen Friedhof in München

Die Grabstätte von Ainmiller befindet sich auf dem Alten Südlichen Friedhof in München (Neu Arkaden Platz 158) bei Gräberfeld 30 - Standort
Das 1871 errichtete Grabdenkmal ist eine vom Bildhauer Johann Halbig geschaffene Porträt-Statue.

## Namensgeber für Straße
Nach Max Ainmiller wurde 1888 in München im Stadtteil Neuschwabing (Stadtbezirk 4 - Schwabing-West) ⊙ die Ainmillerstraße benannt.